# Trihesperus
Trihesperus Herb. – rodzaj roślin z podrodziny agawowych Agavoideae w obrębie rodziny szparagowatych. Obejmuje dwa gatunki, występujące w zachodniej Ameryce Południowej, na obszarze północno-zachodniej Argentyny, Boliwii, Kolumbii, Ekwadoru i Peru. W niektórych ujęciach taksonomicznych rodzaj uznawany jest za synonim rodzaju Echeandia.
Podział rodzaju
- Trihesperus glaucus (Ruiz & Pav.) Herb.
- Trihesperus latifolius (Kunth) Herb.